# Nyby, Bjurholms kommun
Nyby är en by i Bjurholms distrikt (Bjurholms socken) i Bjurholms kommun, Västerbottens län (Ångermanland). Byn ligger vid länsväg 353, på östra sidan av Öreälven, strax söder om tätorten Bjurholm.
Den svensk-amerikanske skådespelaren Warner Oland föddes här den 3 oktober 1879.